# 哈维尔·萨内蒂
哈维尔·萨内蒂（西班牙語：Javier Zanetti，1973年8月10日—），阿根廷已退役足球運動員，世界足壇最佳阿根廷巨星之一。能勝任左右後衛或左右中場，曾是意大利大球會國際米蘭的長期核心。2009/10球季，辛尼迪在國米三冠王霸業中擔任隊長，以37歲之高齡捧起歐冠冠軍，在職業生涯的最後歲月中達到了最高榮譽。在意甲2013～2014赛季结束后，萨内蒂正式退役，現任國際米蘭副主席。

## 生平
萨内蒂出生在布宜諾斯艾利斯中上層家庭，1995年遠赴意大利加盟國際米蘭，任球隊的隊長。萨内蒂打過6個位置，既可打左後衛，出任左中場時又能有效助攻，甚至獨自帶球奔襲完成致命一擊。萨内蒂的特點是體能超群，速度較快，帶球非常嫺熟，盤帶技術出色，經常沿邊路一直帶球至前場，給對手造成威脅。雖然在國際米蘭期間，球會成績未有太大突破，但萨内蒂卻是球隊中少數實而不華的球員，當陣中各球星相繼以各種理由離開時，獨萨内蒂依然在國際米蘭效力，乃國際米蘭中年資最長的球員。
萨内蒂同時是阿根廷國家隊隊員，代表國家隊出賽超過百次，是現役阿根廷球員中代表國家隊出場最多的一位。防守出色，助攻亦非常犀利。做为一名不知疲倦的右路球员，萨内蒂的进攻和防守都是顶级水准的。
薩內蒂共為國際米蘭出場858場，其中意甲聯賽615場，國內杯賽71場，國際賽事159場。為俱樂部出場次數最多的球員。除此之外，薩內蒂創造了意甲聯賽連續出場137次的記錄，而且曾保持著阿根廷國家隊143場的國家隊出戰紀錄，直到2018年被马斯切拉诺超越。

## 榮譽
国际米兰
- 欧冠冠軍：2010
- 歐洲聯盟杯冠軍：1998
- 意大利杯冠軍：2005、2006、2010、2011
- 意大利超級盃冠軍：2005、2006、2008、2010
- 意甲冠軍：2005-2006、2006-2007、2007-2008、2008-2009、2009-2010
- 世俱杯冠軍：2010

## 比赛风格

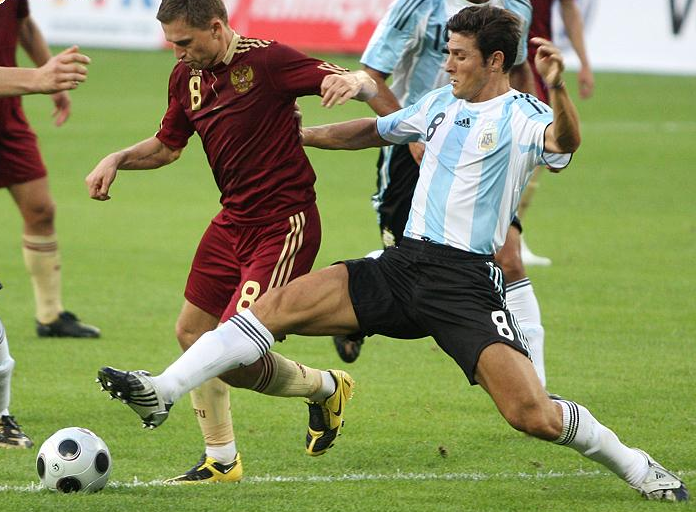
Zanetti在2009年对阵俄罗斯的友谊赛中进行抢断

Zanetti因其持久的体力和在进攻和防守两端不知疲倦的奔跑而获得了“拖拉机”（El Tractor）的绰号。他以稳定和良好的体能训练而闻名于队友中，他认为这也是他职业生涯延长的原因之一。 即使在晚年，他依然能够在30多场比赛中首发出场。作为俱乐部和国家队的队长，他以领导能力、冷静的态度和在场内外的行为举止备受球迷和对手尊敬；在他整整22年的职业生涯中，他只吃到了两张红牌。
Zanetti在巅峰时期是一名迅捷、强壮且体能出色的球员，具备出色的身体素质、卓越的控球、运球和加速能力。 在防守方面，他擅长阅读比赛，是一名出色的抢断和盯人防守者，同时也擅长传球，凭借出色的传球范围和视野为队友提供支援。 他是一名双脚并用的球员，擅长在场上任何一侧发挥作用，能够向前推进到更具攻击性的位置为队友传中。他还拥有远距离准确射门的能力。在国际米兰的晚年，他与另一名后卫麦孔形成了强大的合作伙伴关系，帮助球队赢得了多个冠军。
Zanetti最初是一名右路的进攻型边锋， 但后来被转移到中场位置，在那里成为一名战术聪明且多才多艺的球员，能够在中场或防线的任何位置发挥作用。他主要在边路中场、全后卫或两翼后卫位置上效力，尽管他也曾担任中央后卫、扫荡者或中场的中路或防守型中场。他甚至有时会被部署在更具攻击性的角色上。 Zanetti因其决心、稳定性、工作投入以及纪律性和职业生涯的持久性备受赞扬，他将这些归功于自己在训练中的勤奋。

## 个人生活
1999年12月23日，萨内蒂与他的长期女友保拉·德拉富恩特结婚，她是一位大学讲师的女儿。 他们在他19岁时相遇，她14岁，结婚前约会了七年。他们住在科莫湖附近，他们还在米兰的纳维利区拥有一家名为“El Gaucho”的餐厅，那是一个受欢迎的旅游区。 保拉目前是一名摄影师。他们夫妻有一个女儿索尔（2005年6月11日出生），两个儿子伊格纳西奥（2008年7月27日出生）和托马斯（2012年5月9日出生）。
萨内蒂的母亲维奥莱塔·博纳佐拉在国际米兰赢得2011年意大利杯决赛几个小时后因心脏病发作去世。 他出版了两本自传：2010年的《Capitano e gentiluomo》和2013年的《Giocare da uomo》。
萨内蒂是一名虔诚的天主教徒。在2013年教宗选举中，他受邀前往梵蒂冈城与新教宗会面。
我必须承认，此刻我为我们所有阿根廷人都感到非常激动。我个人并不认识他，但他是一个在布宜诺斯艾利斯居住过、非常谦逊并一直与我们的人民保持亲密联系的教宗。信仰在世界上非常重要，我们大家都与之紧密相连。我有幸见过教宗本笃十六世，现在我期待有机会见到新任的教宗，这对我和我的整个家庭来说都是一种巨大的激动。我祝愿他一切顺利，并且对于我们阿根廷人民来说，这是一种伟大的感受。
萨内蒂是荷兰足球运动员韦斯利·斯内德尔的好友，他曾启发斯内德尔皈依天主教。
萨内蒂的哥哥塞尔吉奥是一名前足球后卫。哈维尔·萨内蒂与与他在国际米兰共度五个赛季的意大利球员克里斯蒂亚诺·萨内蒂没有亲缘关系。
2007年，萨内蒂与意大利歌手米娜合作演唱了歌曲《Parole parole》的西班牙版，收录在专辑《Todavía》中。

### 慈善工作

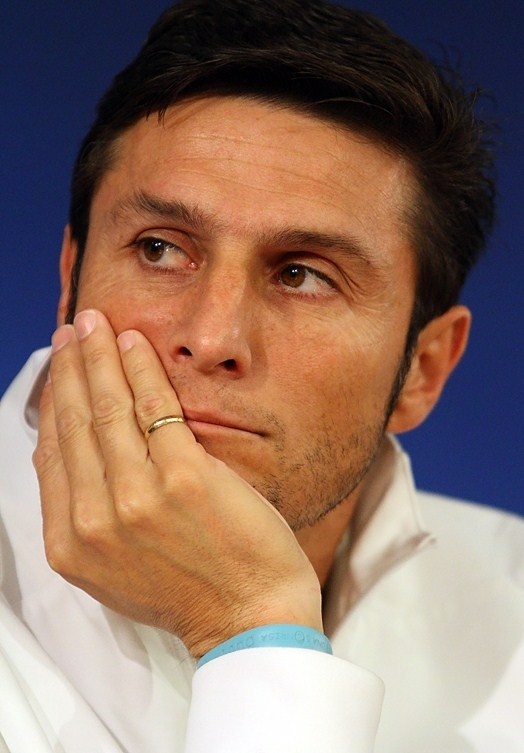
2011年的萨内蒂

萨内蒂是国际足联在阿根廷SOS Children's Villages项目的大使， 并表示支持墨西哥萨帕蒂斯塔叛军。

#### PUPI基金会
萨内蒂在阿根廷经济危机期间（2001年）对成百万人陷入贫困作出回应时展现了社会责任感。他与妻子保拉一起创办了PUPI基金会，旨在帮助因国家经济危机而陷入贫困的儿童，提供他们的教育机会，并照顾他们的营养需求。他解释说：
当我回顾自己的童年时，许多具体的场景涌上心头，有好的也有坏的。我度过了一个艰难的童年，尽管我现在不住在我的祖国，但我非常了解那里正在发生的事情以及对我们最贫困的儿童所造成的毁灭性影响。我一直相信，我们的公共行为需要考虑到我们的社会责任。
萨内蒂与同胞埃斯特班·坎比亚索共同创立了这个慈善组织，帮助那些面临社会孤立问题和运动协调困难的年轻儿童。萨内蒂表示，这种精神是国际米兰为年轻人所做的所有倡议的基础：

### 媒体
萨内蒂在EA Sports的《FIFA》足球游戏系列中亮相；他被列入《FIFA 16》的终极团队传奇球员中。

## 外部連結
- Soccerway資料庫：哈维尔·萨内蒂